# Wayne Craven
Ernest Wayne Craven (* 7. Dezember 1930 in Illinois; † 7. Mai 2020) war ein US-amerikanischer Kunsthistoriker.

## Leben
Professor Craven erhielt seinen B.A. und M.A. an der Indiana University und erhielt 1963 einen Ph.D. (The sculptures of the south tower base of the Cathedral of Auxerre. A Rémois shop in Burgundy) von der Columbia University. Während seiner langen Lehrkarriere an der University of Delaware hatte er den Henry Francis du Pont Winterthur Lehrstuhl für Kunstgeschichte inne. Im Jahr 2008 verlieh ihm die University of Delaware die Ehrendoktorwürde. Er gilt als eine bekannte Autorität in der amerikanischen Kunst des 19. Jahrhunderts, gehörte zu den Pionierwissenschaftlern seiner Generation, die das Gebiet der amerikanischen Kunst als legitimes Thema wissenschaftlicher Untersuchungen etablierten.

## Schriften (Auswahl)
- American art. History and culture. Boston 2003, ISBN 0-07-282329-1.
- Stanford White. Decorator in opulence and dealer in antiquities. New York 2005, ISBN 0-231-13344-8.
- Gilded mansions. Grand architecture and high society. London 2009, ISBN 0-393-06754-8.
- Marble halls. Beaux-arts classicism and civic architecture in the gilded age. Newark 2017, ISBN 978-0-692-88421-8.